# Правореалізація
Правореалізація — це втілення норм права у діяльність суб'єктів прав шляхом дотримання заборон, використання суб'єктивних прав і виконання юридичних обов'язків.
Реалізація права може бути пов'язаною як із здійсненням правомірних дій, так і із правомірною бездіяльністю. Результатом реалізації права є досягнення повної відповідності між вимогами норм права щодо певної поведінки суб'єктів і їх фактичними діями (бездіяльністю). Правореалізація як процес може бути охарактеризована з об'єктивної та суб'єктивної сторони. З об'єктивної сторони вона є здійсненням дій, передбачених нормами права. Суб'єктивна сторона реалізації права характеризує ставлення суб'єкта до правових вимог, що реалізуються, його установки і волю у момент здійснення юридичних дій. Суб'єкт може бути зацікавлений у реалізації права через усвідомлення громадського обов'язку, через власну вигоду, або через побоювання несприятливих наслідків. Але головне в цьому процесі — точне слідування правовим приписам. Можна зазначити, що в процесі реалізації права відбувається «матеріалізація» абстрактних нормативно-правових приписів у конкретні правомірні вчинки суб'єктів права і задовольняються «закладені» в норми права особисті та соціальні очікування учасників правовідносин.

## Типи реалізації норм права
1. Безпосередня реалізація, коли суб'єкти права самостійно, без зовнішнього втручання чи допомоги втілюють правила, передбачені нормами права, у своїй поведінці, здійснюють суб'єктивні права та виконують юридичні обов'язки (наприклад, здійснюють права власності або виконують обов'язок попередити учасників дорожнього руху про зупинку транспортного засобу) Таким чином реалізується переважна більшість норм права;
2. Правозастосовна реалізація, яка має місце тоді, коли суб'єктивні права та юридичні обов'язки не можуть бути реалізовані без додаткового втручання, допомоги з боку інших суб'єктів. У цьому випадку реалізація норм права проходить особливу стадію — застосування права (наприклад, реалізація права громадянина на пенсію неможлива без допомоги органу Пенсійного фонду, який повинен ухвалити рішення про призначення пенсії цій особі).

## Форми реалізації норм права
Важливе значення має також виокремлення форм реалізації норм права залежно від характеру дій, необхідних для реалізації права. Даний характер у свою чергу обумовлений способом правового регулювання, використаним у тій чи іншій нормі права. Поділ правових норм на заборонні, зобов'язувальні й уповноважувальні дає можливість виділити:
- Дотримання, яке є формою реалізації заборонних норм права. Суть цієї форми полягає в бездіяльності (пасивній поведінці), тобто утриманні від здійснення дій, що знаходяться під забороною правових норм (наприклад, утримання від паління в громадських місцях);
- Виконання, яке є формою реалізації зобов`язуючих норм права. Ця форма вимагає активної поведінки - дій, пов`язаних із виконанням суб`єктами обов`язків, покладених на них нормами права (наприклад, виконання обов`язку щодо сплати податку на доходи);
- Використання права, яке є формою реалізації уповноважуючих норм права. Воно спрямоване на добровільне здійснення особою своїх суб`єктивних прав і втілюється як в діях, активній поведінці (наприклад, використання права обирати народних депутатів), так і в бездіяльності, пасивній поведінці (наприклад, використання права не свідчити проти себе і своїх близьких).[2]

Форми реалізації права залежно від суб'єктного складу:
- індивідуальна.  Правові норми реалізуються в процесі односторонніх правомірних дій індивідів (наприклад, виступ на мітингу);
- колективна. Правові норми реалізуються постійними або тимчасовими колективами індивідів (наприклад, укладення колективного трудового договору).

Форми реалізації права залежно від участі в правовідносинах:
- поза правовідносинами.
- у правовідносинах. .

Форми реалізації права залежно від ступеня активності суб'єктів:
- активні позитивні дії. Відбувається використання права або виконання обов'язку , яка  залежить безпосередньо від активних дій суб'єкта.
- пасивна форма (бездіяльність суб'єкта). Реалізується шляхом утримання від дій.

## Реалізація права у романо-германській та англосаксонській правовій системі.
- У романо-германській правовій системі процес реалізації права відбувається на певних етапах:

1. На першому етапі відбувається процес закріплення природних прав, даних людині від народження позитивним правом.Права людини є складовим елементом природного права. Для реалізації цих прав необхідне визнання їх державою. Тобто, необхідно надати правам людини форми закону, що відбувається шляхом їх конституційного закріплення та деталізації у поточному законодавстві.
2. На другому етапі закон через певні механізми набуває певної форми, яка закріплює суб'єктивні права та юридичні обов'язки суб'єктів.  Такими механізмами є конкретизація закону в підзаконних актах; пояснення норм права у актах офіційного тлумачення; наявність процесуальних норм, які регулюють порядок прийняття, застосування та виконання закону; наявність різноманітних актів застосування права.
3. На третьому етапі відбувається власне реалізація права, безпосереднє втілення правової норми в діяльності суб'єктів права.

- У англосаксонській правовій системі механізм реалізації правових приписів більш простий ніж у романо-германській системі. Природне право набуває форми позитивного права шляхом діяльності судових органів. Суд, розглядаючи конкретну юридичну справу, виносить судове рішення на основі прецеденту, встановлюючи тим самим права та обов'язки сторін.

## Ознаки реалізації права
Ознаки реалізації права:
1) відповідність приписам права. Реалізація права — це завжди правомірні дії суб'єктів права;
2) соціальна корисність. За допомогою реалізації правових норм задовольняються різноманітні особисті та суспільні потреби й інтереси;
3) процедурність. Реалізація права — це регламентована правом діяльність суб'єктів права, яка протікає в часі і складається з послідовно здійснюваних вчинків;
4) вольовий характер. Здійснюючи реалізацію права, його суб'єкти діють усвідомлено, свідомо узгоджуючи свої вчинки з приписами правових норм;
5) державна забезпеченість. Реалізація права забезпечується різними юридичними засобами, у тому числі і державним примусом.

## Принципи реалізації норм права
1) Законність — неухильне дотримання державними органами та посадовими особами закону в процесі реалізації норм права.
Цей принцип передбачає такі основні моменти:
- ухвалення рішення повинно здійснюватись правозастосовуючими органами чи посадовими особами у межах тих повноважень, які закріплені для них у законі (підвідомчість, підсудність справ);
- ухвалення рішення відповідно до процедури, встановленої законом;
- ухвалення рішень з дотриманням певної форми (ухвала, вирок, рішення, указ, наказ тощо);
- правильна юридична кваліфікація та застосування саме тієї норми, яка необхідна у даному випадку;
- винесення рішення у суворій відповідності приписам диспозиції чи санкції правової норми.

2) Обґрунтованість — ухвалення рішення передбачає ретельне вивчення матеріалів справи; логічний аналіз доказів, перевірка достовірності юридичних фактів.
3) Доцільність — у правозастосовному акті повинен знайти відображення найбільш оптимальний та ефективний варіант реалізації правових вимог. (Наприклад: вирок не може бути надто суворим, чи м'яким, при його прийнятті повинно визначатись тяжкість заподіяного, ступінь вини, обставини, що пом'якшують чи погіршують становище обвинуваченого.)
4) Принцип соціальної справедливості — діяльність державних органів чи посадових осіб повинна базуватись на врахуванні інтересів суспільства в цілому, а не врахування становища чи рангу окремої особи чи групи осіб.